# David Miscavige
David Miscavige, (Philadelphia, 1960. április 30.–) a Szcientológia Egyház vezetője. Hivatalos címe a Vallásos Technológia Központ Elnöke (Chairman of the Board of Religious Technology Centre). Az RTC a cég, amelynek birtokában és kezelésében vannak a dianetika és a szcientológia védjegyei és szerzői jogai.
Miscavige tinédzserként a Szcientológia Egyház alapítójának, L. Ron Hubbardnak az asszisztense volt. Az 1980-as évek elején emelkedett vezetői pozícióba, és 1987-ben kinevezték az RTC Elnökének. A Szcientológia Egyház hivatalos publikációi Miscavige-t mint a "Szcientológia vallás egyházi vezetőjét" említik és ünneplik eredményeit, többek között azt, hogy a Szcientológia Egyháznak adómentességet biztosított az US adóhivatala (Internal Revenue Service-IRS), hogy kiadta L. Ron Hubbard helyreállított és kijavított munkáit, és hogy vezetésével a Szcientológia Egyház új vagy újjáépített épületeket szerzett oktatási és auditálási célokra (Ideal Org Program).
Amióta megszerezte a vezetői pozíciót, Miscavige-et több vád érte szcientológusoktól és nem szcientológusoktól egyaránt. Ezek között van családok erővel való szétválasztása, kényszerített adománygyűjtés, újságírók és szcientológiakritikusok zaklatása, szcientológiában dolgozók megalázása és fizikai bántalmazása. Miscavige és a Szcientológia Egyház szóvivője ezen vádak legtöbbjét tagadja, gyakran kritizálva a vádaskodók szavahihetőségét.